# Víctor Gomes
Víctor Manuel Gomes Colinas (Villager de Laciana, León; 9 de agosto de 1981) es un ciclista español.
Víctor Gomes más conocido como "El león de Villager" comenzó su carrera como profesional en el equipo Andalucía-Paul Versan. En 2006 fichó por el equipo continental burgalés Viña Magna.

## Palmarés
2007
- 1 etapa de la Vuelta a Cuba
- 1 etapa de la Vuelta a León

## Equipos
- Andalucía-Paul Versan (2005)
- Viña Magna (2006-2007)

- Datos: Q567748